# José María del Piélago
José María del Piélago y Arguedas fue un sacerdote e intelectual peruano, prócer de la Independencia del Perú. Colaboró con la causa independista mientras ejercía los cargos de Doctor Eclesiástico de Huaylas y Párroco de Chacas en los entonces corregimientos de Huaylas y Conchucos entre 1819 y 1822. Gracias a su destacada actuación, fue elegido Diputado del Primer Congreso Constituyente del Perú por el Departamento de Huaylas, el 20 de septiembre de 1822.

## Biografía
Del Piélago tomó protagonismo en la vida política de la sierra ancashina apoyando la causa independista del norte peruano, cuando José de San Martín planeaba dirigirse al Perú en 1819.
En 1820 se unió a la Junta Patriótica de Huaraz en compañía de distinguidos ciudadanos que difundieron las ideas liberales en colegios, iglesias y reuniones sociales. Sus miembros más destacados fueron: Juan de Mata Arnao, Andrés Mejía Méndez, Juan de la Cruz Romero, Sebastián Beas Saénz, Andrés Gomero, Manuel Castillo, Manuel Jesús Gonzáles, José Robles Arnao, Santiago Franco, Antonio Montenegro, Mariano Parral y Sebastián Malarín. Estos se reunían frecuentemente en la casa de Felipe Antonio Alvarado.
Mientras que los párrocos que difundieron las ideas liberales en las zonas alejadas de la serranía fueron Gabino Uribe en Aija, José María Robles en Yaután, Pablo Malarín en Yungay, Cayetano Requena, Manuel Villarán Loli entre otros.
Mantuvo contacto frecuente con el prócer argentino Felipe Antonio Alvarado en Huaraz, y cuando ejercía su labor pastoral en Chacas, protegió a los espías argentinos 'Francisco García Paredes' y 'José García', enviados por José de San Martín al departamento de Huaylas, antes de que este arribara al Perú.